# Beautiful Eyes
Beautiful Eyes  es el segundo EP lanzado por la cantante estadounidense de música country Taylor Swift. El EP fue lanzado el 15 de julio de 2008 por el sello discográfico Big Machine Records exclusivamente para tiendas de Wal-Mart en Estados Unidos y por Internet. El álbum corto tiene un estilo country pop, versiones alternas de otras canciones de su álbum debut, Taylor Swift (2006), y dos canciones originales, «Beautiful Eyes» y «I Heart?», canciones que ella previamente había escrito; además incluye un DVD, con vídeos musicales de sencillos de Taylor Swift, incluido en el lanzamiento físico del EP.
Beautiful Eyes llegó al número 9 en el Billboard 200 y subió a lo más alto en el Top Country Albums, superando con éxito al álbum debut de Taylor Swift. «I Heart?» fue lanzado como sencillo promocional en junio de 2008. Aunque sin haber recibido una fuerte promoción, Swift interpretó en vivo la canción del título del EP en varios lugares.

## Desarrollo
Swift tuvo mucho éxito con el lanzamiento de su álbum debut Taylor Swift, y comenzó a trabajar en su segundo álbum de estudio Fearless en el 2007. Durante ese tiempo, recibió correos electrónicos de sus fanáticos pidiéndole que sea lanzado material nuevo, esto hizo que Swift lanzara Beautiful Eyes: «Pensé que esto podría ayudarlos hasta que el nuevo álbum salga en otoño.» Beautiful Eyes está orientado musicalmente al country pop y a la música contemporánea. Incluye versiones nuevas de canciones del álbum Taylor Swift: una versión alterna de «Should've Said No», una versión acústica de «Teardrops on My Guitar», una versión para radio de «Picture to Burn» y «I'm Only Me When I'm With You», un sencillo promocional del álbum. El EP también presenta dos canciones originales, «Beautiful Eyes» y «I Heart?», que previamente escribió en el 2003. El DVD del EP presenta vídeos musicales de los sencillos del álbum Taylor Swift, como también un vídeo musical hecho para «Beautiful Eyes» con fotos del cumpleaños número dieciocho de Swift.
Swift no quería ningún tipo de concepción errónea de Beautiful Eyes como su segundo álbum, por lo que se asoció con la empresa minorista estadounidense Walmart para hacer del EP un lanzamiento exclusivo. El álbum estuvo disponible sólo a través de las tiendas de Walmart y por la página de Walmart. Además, solo una cantidad limitada de discos fueron producidos porque Swift permitió a Big Machine Records fabricar solo algunas copias del EP. Ella dijo, «Sólo estoy dejando a mi compañía discográfica hacer una pequeña cantidad de estos. La última cosa que quiero de cualquiera de ustedes es que estemos haciendo muchos lanzamientos.»

## Posiciones
El 2 de agosto de 2008, Beautiful Eyes debutó en el número 9 en Billboard 200 por las ventas de 45,000 copias. El EP pasó un total de veinte semanas en esa lista. En la misma semana, debutó como número uno en Top Country Albums, reemplazando su propio álbum Taylor Swift que estaba en el número uno. Con Taylor Swift pasando al número dos, Swift se convirtió en la primera artista en sostener las primeras dos posiciones en Top Country Albums desde que LeAnn Rimes se enlistó en 1977 con Blue (1996) y Unchained Melody: The early Years (1997). La semana que siguió, el EP pasó al número dos y, en total, pasó veintiocho semanas en el Top Country Albums.

## Promoción

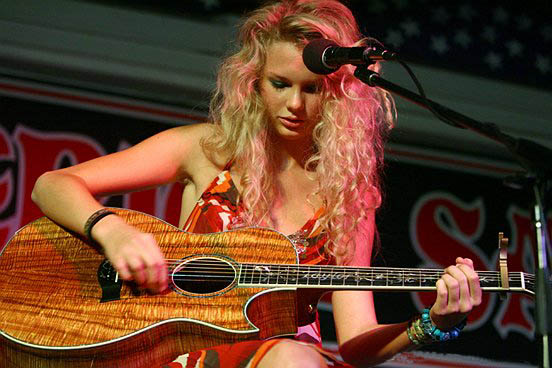
Swift presentando la versión acústica de su éxito "Teardrops on My Guitar", que fue presentado en Beautiful Eyes

«I Heart?» fue lanzado como sencillo promocional de Beautiful Eyes el 23 de junio de 2008. Swift promocionó Beautiful Eyes muy poco por la razón de que ella no quería falsas ideas del EP como su segundo álbum, aunque presentó «Beautiful Eyes» en diferentes lugares. Primero presentó «Beautiful Eyes» el 23 de enero de 2005 en el NAMM Show, una feria de muestras musical celebrada en Anaheim, California, en el centro Anaheim Convention. La presentación mostraba a Swift, vestida en una blusa roja y en unos vaqueros azules, presentando con una guitarra acústica, sentada en un taburete. «Beautiful Eyes» fue más tarde presentado como parte del set de Stripped el 5 de agosto de 2008, Taylor vistió un vestido negro y se presentó con una banda, mientras ella tocaba la guitarra acústica.

## Lista de canciones

### Edición estándar
La edición estándar del lanzamiento físico del EP Beautiful Eyes incluye dos discos: el disco compacto con las canciones y un DVD con vídeos musicales.
| CD    |                                             |                                              |          |  |
| N.º   | Título                                      | Escritor(es)                                 | Duración |  |
| 1.    | «Beautiful Eyes»                            | Taylor Swift                                 | 2:59     |  |
| 2.    | «Should've Said No» (Versión Alternativa)   | Swift                                        | 3:45     |  |
| 3.    | «Teardrops On My Guitar» (Versión Acústica) | Swift, Liz Rose                              | 2:56     |  |
| 4.    | «Picture to Burn» (Radio Edit)              | Swift, Rose                                  | 2:55     |  |
| 5.    | «I'm Only Me When I'm With You»             | Swift, Robert Ellis Orrall, Angelo Petraglia | 3:33     |  |
| 6.    | «I Heart ?»                                 | Swift                                        | 3:17     |  |
| 19:25 |                                             |                                              |          |  |

## Posicionamiento
| Lista (2008)            | Posición |
| ----------------------- | -------- |
| U.S. Billboard 200      | 9        |
| U.S. Top Country Albums | 1        |

### Listas a fin de año
| Lista (2008)       | Posición |
| ------------------ | -------- |
| U.S. Billboard 200 | 192      |

## Personal
- Scott Borchetta - productor ejecutivo
- Nathan Chapman - productor
- Robert Ellis Orrall - productor
- Taylor Swift - voz